# Aquila chrysaetos
El águila real (Aquila chrysaetos, del latín aquila, 'águila', y del griego χρυσός, 'dorado', y ἀετός, 'águila') es una especie de ave accipitriforme de la familia Accipitridae.  Es una de las aves de presa más conocidas y ampliamente distribuidas de la Tierra. Su área de distribución abarca gran parte de América del Norte, Eurasia y el norte de África. Mantiene poblaciones sedentarias incluso en varias islas como Gran Bretaña, las del Mediterráneo y Japón. Sin embargo, su población en Europa Central se ha visto muy reducida en los últimos años por culpa de la actividad humana y se ha extinguido en muchos lugares donde antes era abundante.

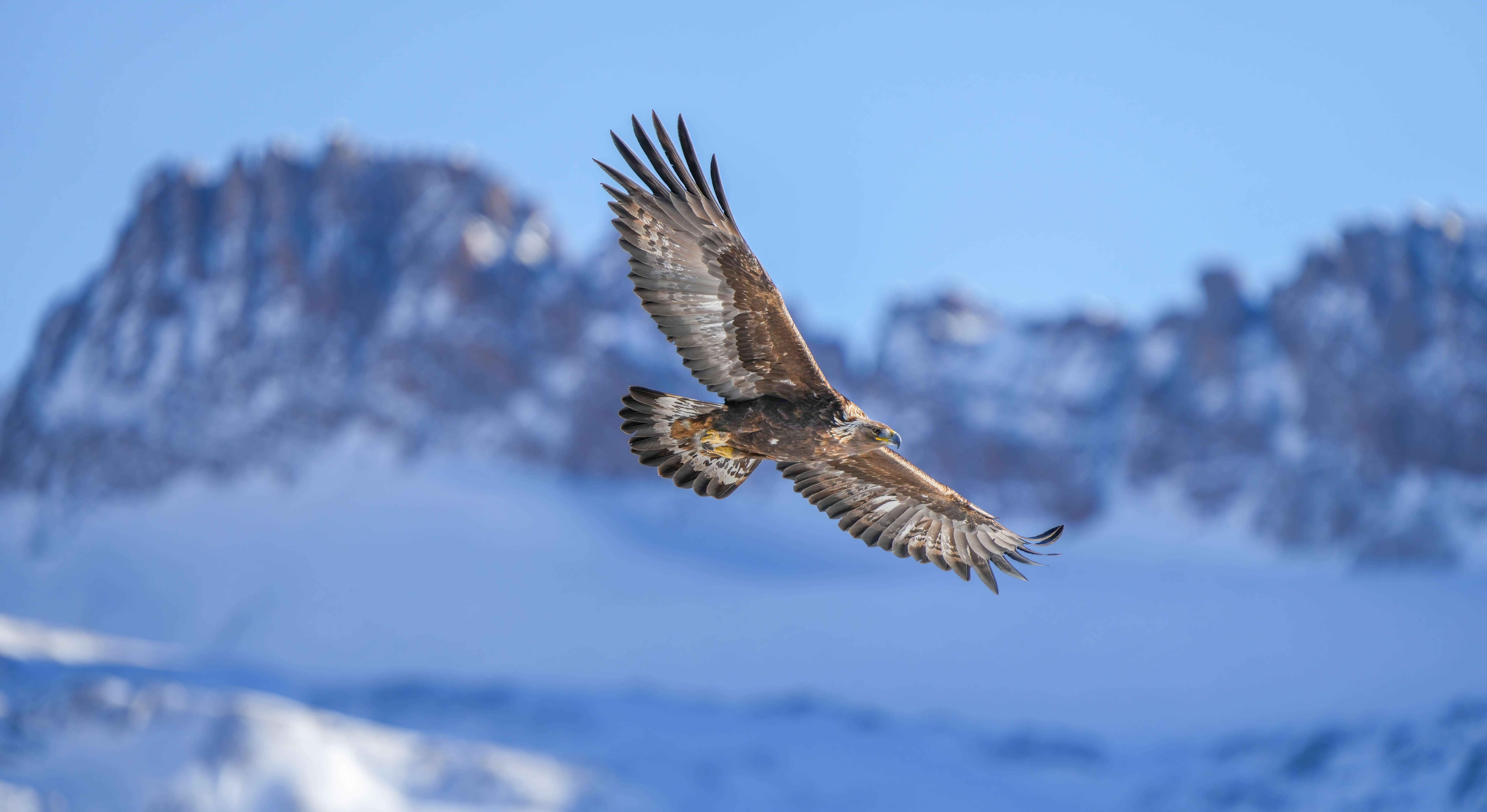
Aquila chrysaetos salvaje en vuelo con el Majinghorn (Suiza) al fondo

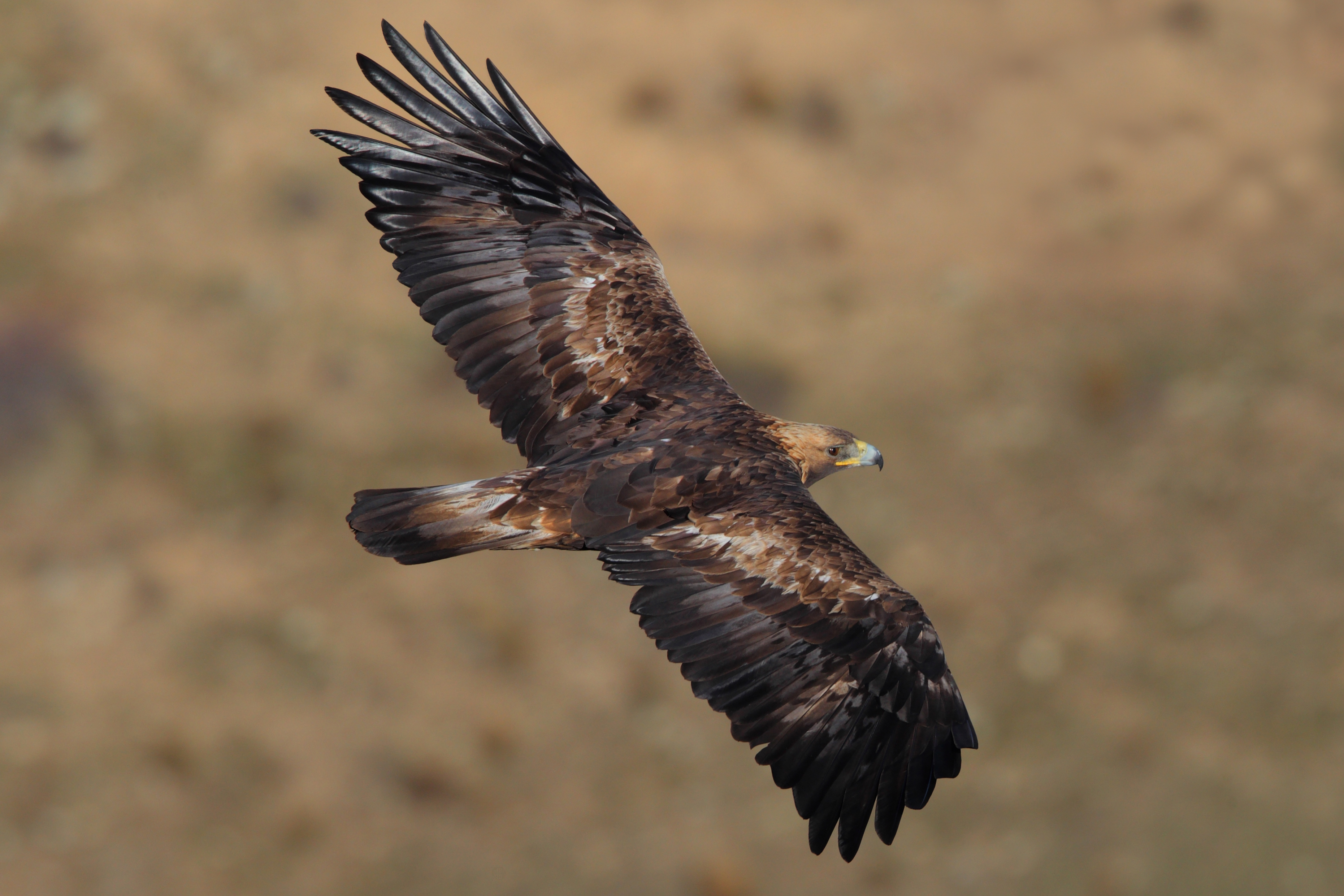
Aquila chrysaetos en libertad

## Hábitat
En la actualidad, Europa Occidental solo alberga poblaciones estables en Escocia, Noruega, los Alpes, Italia y la península ibérica, aunque en 2001 se liberaron 35 ejemplares en Irlanda (donde la especie se extinguió a comienzos del siglo XX). En Norteamérica se observa también un declive de la especie, aunque mucho menos acusado que en Europa. De hecho, la cordillera del Diablo en Norteamérica sigue siendo el lugar donde continúa habiendo más águilas reales en el mundo, mientras que en el resto del planeta su distribución permanece estable. Cabe también destacar, que el águila real es una de las aves más usadas en cetrería, especialmente en Asia Central, donde se la utiliza incluso para cazar antílopes.[cita requerida]
Debido a su gran capacidad de adaptación al medio, alimentándose de carroña en caso necesario (no es difícil observarla en vertederos en inviernos duros), el águila real ha conseguido mantener una población saludable, lo que su pariente próxima, la imperial, muy dependiente del conejo, no ha conseguido en España. En España es un ave no amenazada, con una población estimada en más de 1500 parejas.[cita requerida]

## Descripción
Al igual que en la mayoría de las aves de presa, las hembras son mayores que los machos, pudiendo llegar al metro de longitud desde el pico a la cola y los 2,3 metros de envergadura alar, y un peso de entre 4 y 6,75 kg, mientras que el macho, de un tamaño menor, alcanza entre 1,8 y 2 metros de envergadura alar y un peso de entre 2,9 y 4,5 kg.[cita requerida]
El plumaje es castaño oscuro, tornándose dorado en cabeza y cuello, y blanco en los hombros y en el extremo de la cola. En los individuos jóvenes, el blanco abunda más en la cola que el pardo, relación que se invierte con la edad. Esta especie se incluye dentro de las llamadas águilas calzadas, ya que las patas están cubiertas de plumaje en lugar de tener una cubierta escamosa como en otras águilas.

## Alimentación
Tanto el águila calva como la real cazan desde el aire, y para conseguirlo están equipadas con las armas típicas de su familia: fuertes patas terminadas en garras bien desarrolladas, pico ganchudo, gran fuerza y velocidad, y una potente vista capaz de localizar la presa a cientos de metros de distancia. Sus presas son de todos los tamaños y formas: ratones, conejos, liebres, marmotas, zorros, serpientes, e incluso crías e individuos viejos o enfermos de cabras salvajes, ciervos, jabalíes y rebecos, y aves voladoras y terrestres.

## Reproducción

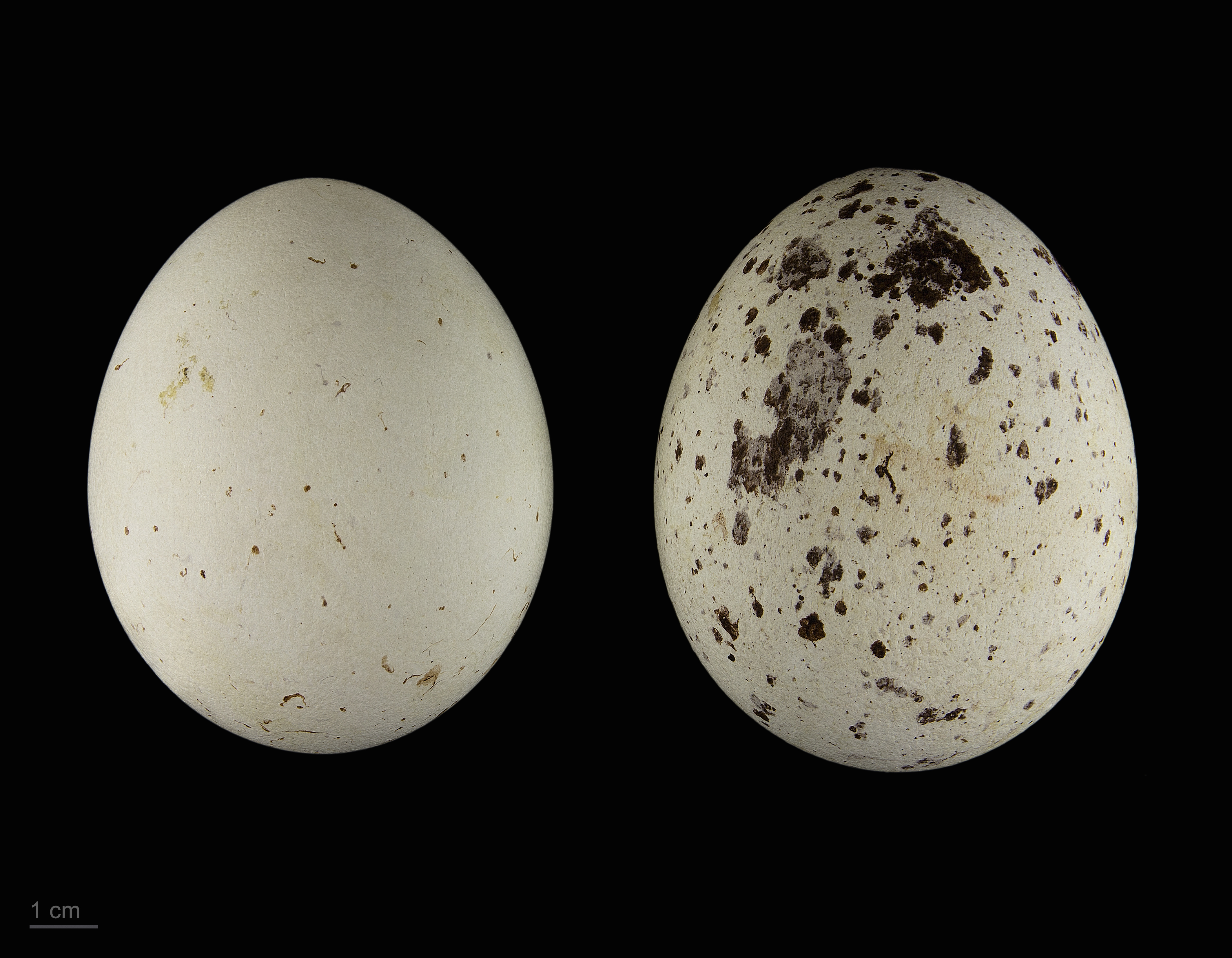
Aquila chrysaetos - MHNT

Las águilas reales son monógamas (se suelen emparejar de por vida). Construyen varios nidos en su territorio, que alternan cada año, de estructura muy sencilla. La base de los nidos se construye con tres gruesas ramas sobre las que se acondiciona el nido, propiamente dicho, de palos y ramas menos gruesas. Según las zonas, anidan en árboles altos o bien en rocas escarpadas y acantilados. Cada nueva temporada de cría se le añaden nuevos pisos de ramas al nido, por lo que no es raro que alcance el metro y medio de altura y dos de diámetro tras varios años de uso.[cita requerida]
La época de reproducción varía de una zona a otra entre enero y marzo, y puede desarrollarse en la misma zona donde habitan las águilas durante el resto del año o en otra a la que la pareja emigra expresamente para reproducirse. Tras el apareamiento la hembra pone uno o dos huevos que incuba durante 45 días hasta que salen los polluelos recubiertos por completo de plumón blanco. En los casos en que hay dos pollos en el nido, sólo uno, el que rompe el huevo primero, llega a realizar su primer vuelo hacia los 50 días de vida. El hermano más joven y débil muere antes, desatendido por sus padres o directamente expulsado por el más fuerte.[cita requerida]

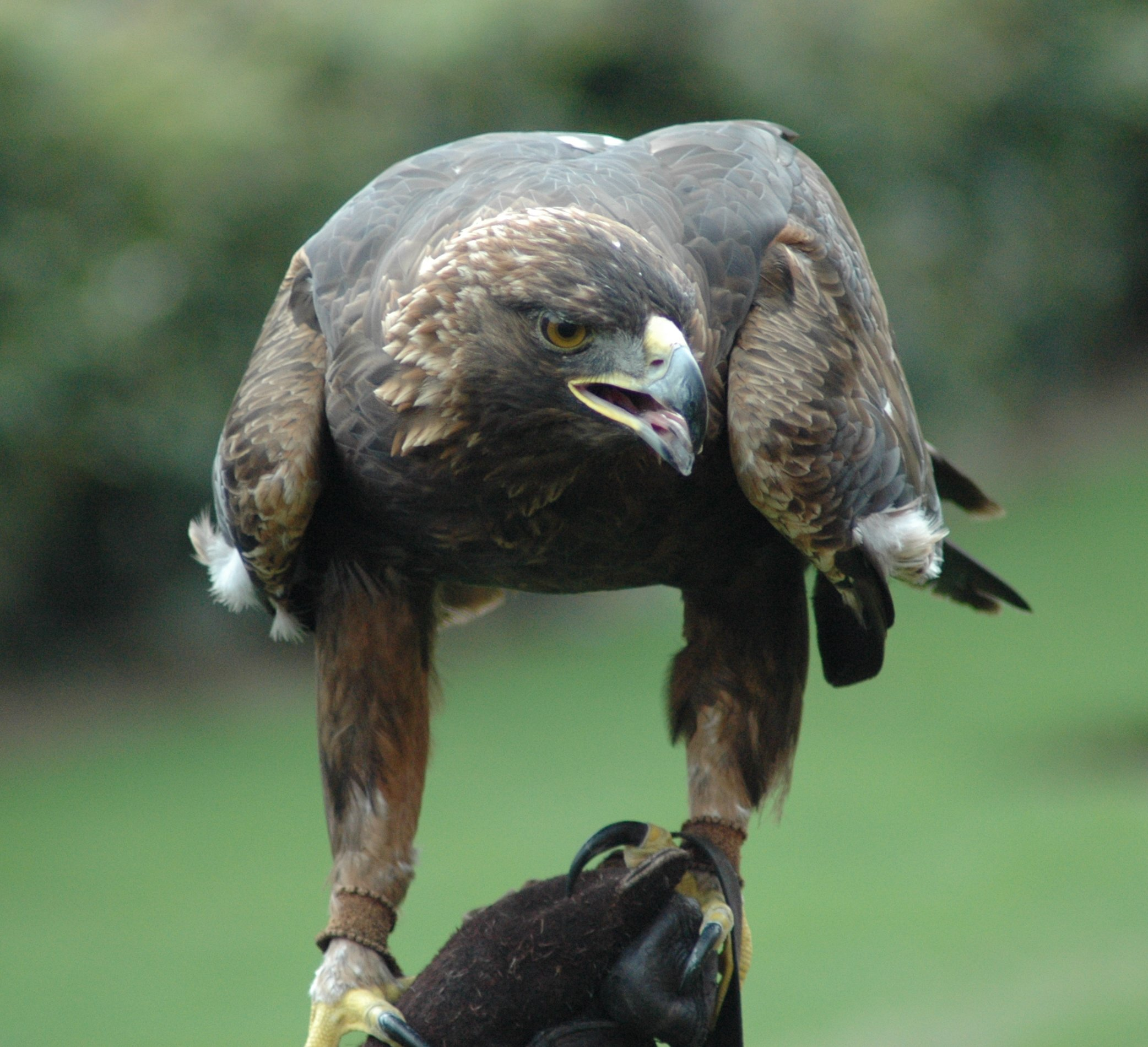
Subespecie norteamericana (Aquila chrysaetos canadensis)

Los jóvenes son alimentados por sus padres en el nido hasta que se independizan. Pueden recibir el mismo alimento que ingieren los adultos, aunque con frecuencia los padres cazan más aves para sus hijos que mamíferos. Esto se debe probablemente a que los pájaros son digeridos mejor por los pequeños.[cita requerida]

## Subespecies
Según las clasificaciones, se diferencian seis subespecies de águila real, que difieren en ciertos aspectos de su apariencia o comportamiento (como por ejemplo, su carácter migratorio o sedentario):
- Aquila chrysaetos homeyeri: península ibérica y norte de África
- Aquila chrysaetos chrysaetos: resto de Europa y Rusia hasta Siberia

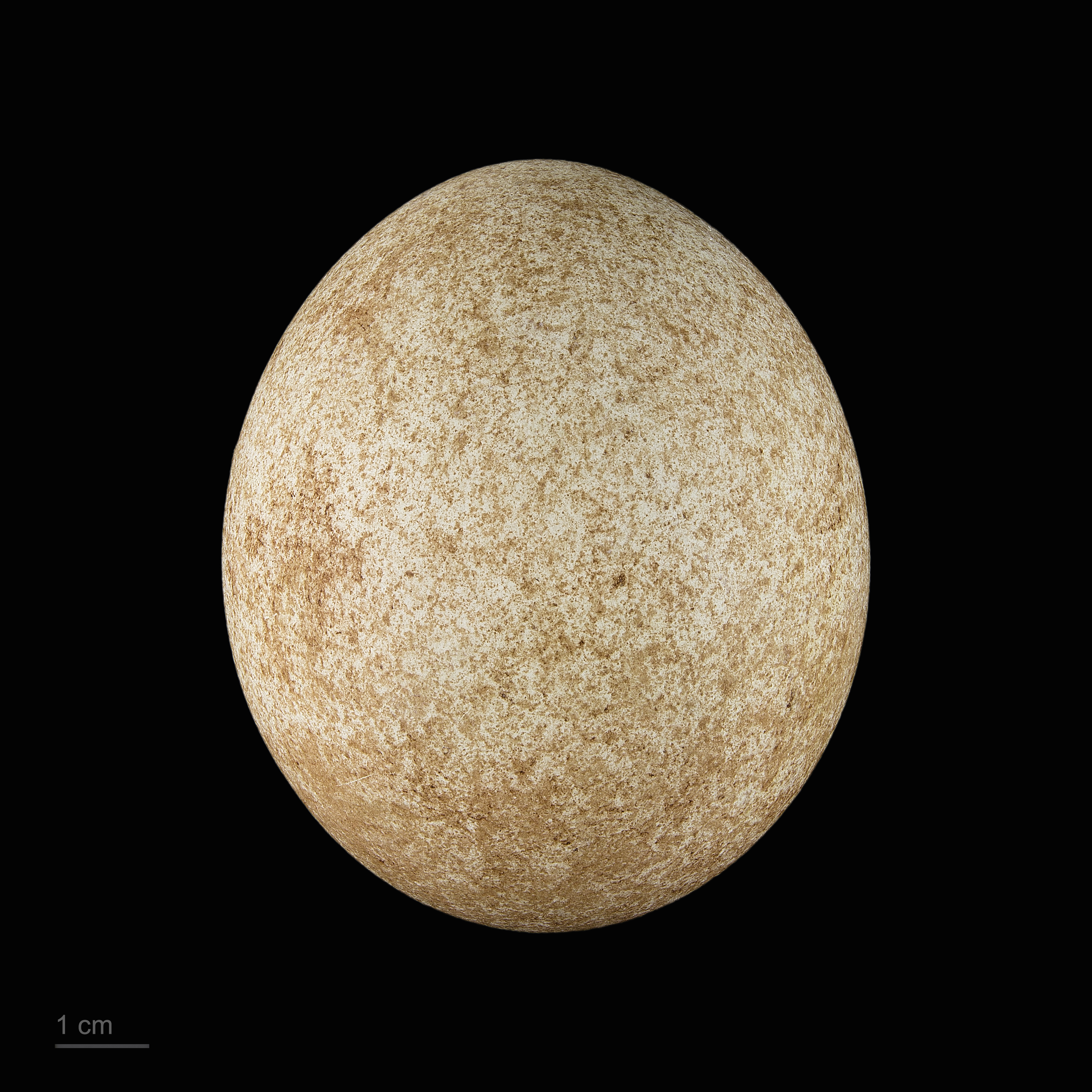
Aquila chrysaetos chrysaetos - MHNT

- Aquila chrysaetos daphanea: Asia central, donde se la conoce como Berkut
- Aquila chrysaetos japonica: Corea y Japón
- Aquila chrysaetos kamtschatica: Siberia oriental, englobada ocasionalmente en la subespecie A. c. chrysaetos
- Aquila chrysaetos canadensis: América del Norte hasta la península de Baja California y el desierto de Sonora
- Aquila chrysaetos simurgh: Subespecie extinta de gran tamaño que habitó durante el Pleistoceno y el Holoceno inicial en la isla de Creta.[5] Simurgh es uno de los nombres del Ruc, un ave mitológica tan grande que según la leyenda podía llevar un elefante a su nido para devorarlo. Dado que en la misma isla y en la misma época existía una especie de elefante diminuto, es probable que la observación de esta ave cazando crías o jóvenes del proboscidio en la antigüedad hubiese originado el mito.

## Simbología

Escudo del Primer Imperio francés, presidido por un águila real

En la Antigüedad, el águila real era el símbolo del valor y el poder debido a su fuerza, tamaño e inaccesibilidad de sus nidos. En la mitología griega y romana se convirtió pronto en uno de los símbolos de Zeus/Júpiter, el rey de los dioses, y sustituyó rápidamente al quebrantahuesos como cabeza y garras del temible grifo. En la Antigua Roma pasó de ser un símbolo religioso a uno militar y político, como emblema del Imperio. Cada vez que una legión romana se ponía en marcha, un soldado en concreto, el aquilifero, marchaba al frente portando el estandarte coronado con las siglas SPQR y el águila real.
De Roma el águila pasó como símbolo a Bizancio, donde se convirtió en bicéfala. Una de las cabezas representaba al viejo imperio caído de Roma, y la otra al nuevo imperio de Constantinopla. Cuando Carlomagno restauró el Imperio de Occidente o Sacro Imperio Romano Germánico, este también adoptó como símbolo el águila real bicéfala, aunque en la Edad Moderna los Habsburgo prefirieron sustituirla por el águila imperial. Durante la Edad Media y Moderna, muchas casas nobiliarias adoptaron también el águila real como emblema, muchas veces flanqueando el escudo de armas de la familia. En la actualidad, Alemania ha vuelto a acoger al águila real en su escudo en lugar del águila imperial.
A la caída de Constantinopla en 1453, varias casas reales de Europa oriental adoptaron el águila real bizantina como emblema, con el fin de consagrarse como los herederos del recién caído Imperio romano de Oriente. Por esta razón, el águila bizantina fue también el emblema del Imperio ruso, e incluso hoy en día aparece en el centro de la bandera de Albania.

Escudo Nacional de México

Primer Imperio Mexicano

El águila monocéfala volvió a ser utilizada como emblema por Napoleón durante el efímero Primer Imperio Francés. Antes de eso, la idea fue copiada también por los padres de la independencia de Estados Unidos, aunque con el fin de hacer ver la llegada de un nuevo Imperio Americano el águila real fue sustituida por el águila de cabeza blanca, endémica de América del Norte. 
El águila de la bandera de México, en cambio, no tiene nada que ver con las insignias imperiales europeas, sino con la leyenda de la fundación de Tenochtitlán, ciudad y capital de los mexicas, en 1325. De acuerdo a la leyenda del imperio mexica, en el lugar en donde encontraran a un águila real sobre un nopal se construiría su capital Tenochtitlán (hoy la actual Ciudad de México); por ello aparece el águila devorando una serpiente y no en pose heráldica, aunque su uso comenzó siguiendo la tradición europea. En la actualidad, el águila real es el símbolo nacional de los Estados Unidos Mexicanos, por lo que se le representa tanto en el escudo como en la bandera.
En la Iglesia católica, el águila real es el símbolo del apóstol más joven, San Juan. Cuando el papa Alejandro VI concedió el título de Reyes Católicos a los monarcas de España en 1496, también les autorizó a añadir a su escudo el águila de San Juan. El ave ha permanecido en el escudo español durante distintos periodos de la historia de España, el último de las cuales fue durante el Franquismo. La Ley Orgánica 33 de 1981 suprimió el águila real del escudo nacional.

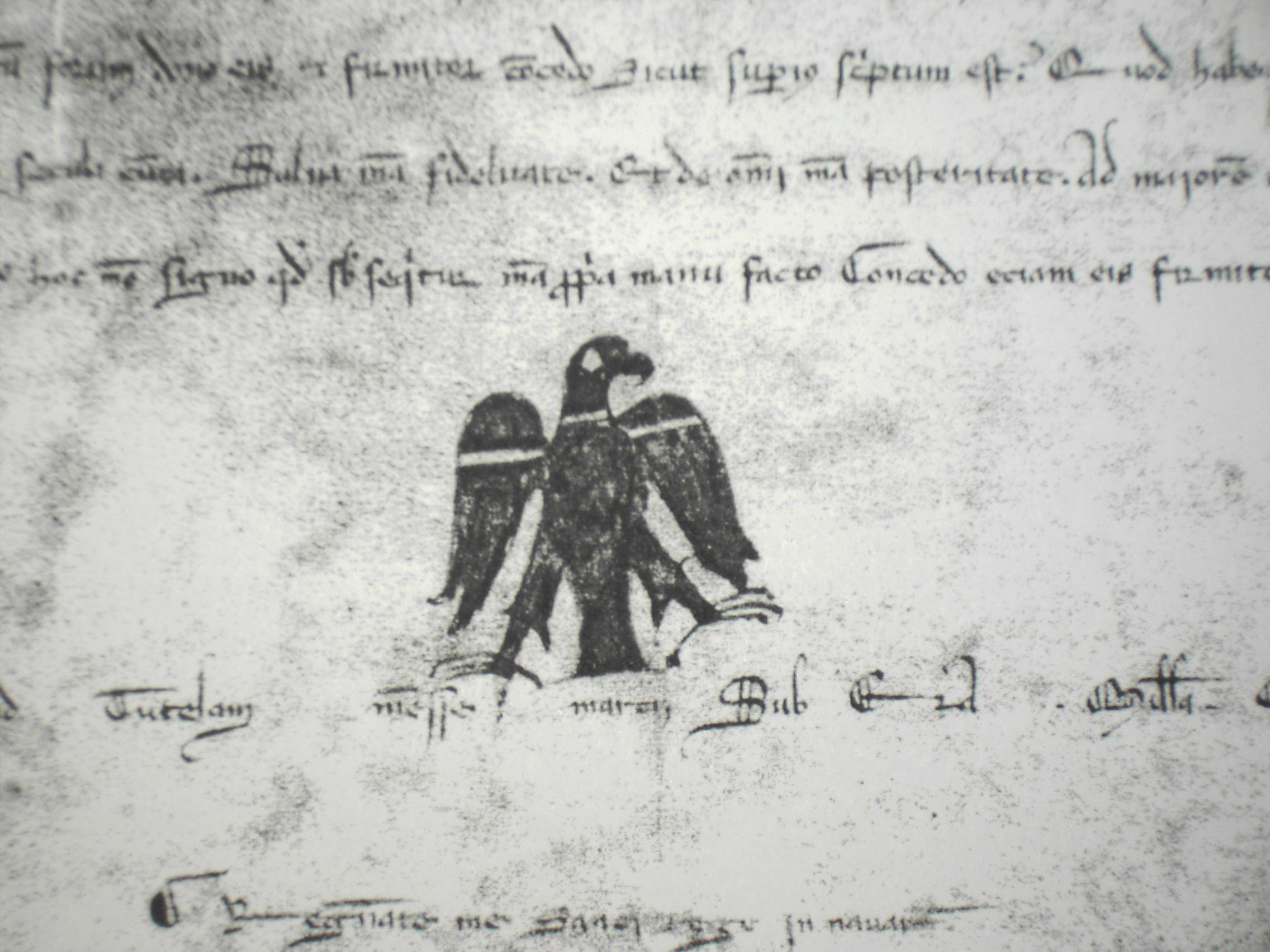
Arrano Beltza (Águila Negra), símbolo heráldico de los reyes navarros de la dinastía Ximena

Por último, en algunos países islámicos como Egipto e Irak se ha acostumbrado a incluir la llamada águila de Saladino, emblema usado por el sultán Saladino durante la época de las cruzadas. El símbolo suele estar asociado al movimiento panarabista ya que, al igual que este ambiciona, Saladino retornó Jerusalén a manos de los musulmanes y unificó Oriente Próximo en un solo estado bajo su mando.